# Aloe ketabrowniorum
Aloe ketabrowniorum är en grästrädsväxtart som beskrevs av Leonard Eric Newton. Aloe ketabrowniorum ingår i släktet Aloe och familjen grästrädsväxter. Inga underarter finns listade i Catalogue of Life.